# Saison 4 de Maktoub
Chronologie
Saison 3
La saison 4 de Maktoub est composée de 23 épisodes diffusés sur Ettounsiya TV durant le mois de ramadan 2014, à partir du 29 juin. La fin de saison est diffusée le 24 juillet.

## Production
Avec le succès de la troisième saison, composée de quinze épisodes diffusés entre le 20 juillet et le 3 août 2012, le journal Attounissia annonce le 28 août, qu'une quatrième saison de trente épisodes est programmée par Sami Fehri, pour une diffusion durant le mois de ramadan 2013 et avec la présence de Dhafer El Abidine, Jouda Najah, Meriem Ben Mami et Mariem Ben Chaâbane. Cependant, un mandat de dépôt est émis à l'encontre du réalisateur, qui doit se rendre aux autorités le 30 août. Ses proches confirment en octobre qu'il a entamé la rédaction du scénario, évoquant notamment son expérience en prison ainsi que plusieurs éléments qui se sont déroulés avant la révolution de 2011. Cependant, la saison n'est pas diffusée comme prévu car Sami Fehri est toujours en détention. C'est le feuilleton Layem qui est alors programmé sur Ettounsiya TV.
Sami Fehri est finalement libéré de la prison de Mornaguia le 11 septembre 2013 et annonce officiellement le démarrage du tournage de la quatrième saison le 8 janvier 2014. Ce n'est plus Cactus production qui s'occupe de la production de la série, mais Eight Production, société fondée le 25 décembre 2013 par Hassan Ben Brahim, un ami de Fehri.
Le 2 avril 2014, le scénariste et chroniqueur Tahar Fazaa envoie une mise en demeure pour faire cesser immédiatement le tournage de la saison. Envoyée à tous les producteurs éventuels, notamment Ettounsiya TV, Cactus production, Samouraï production, Eight Production, ainsi que Sami Fehri et Elhem Torjman, Fezaa déclare que c'est lui qui a créé la série et que la rédaction et le tournage de celle-ci ont eu lieu sans sa participation, ni son autorisation, tout en estimant qu'il est le propriétaire de tous les droits intellectuels de Maktoub. Il avertit alors tous les participants à la production de cesser le tournage, tout en rappelant que le contrat signé pour la  première saison ne stipule qu'une commande commerciale et ne représente pas une cession de la propriété intellectuelle.

## Distribution

### Acteurs principaux
- Dhafer El Abidine : Mohamed Ali Néji (Dali)
- Neji Nejah : Youssef Bechikh
- Ahmed Landolsi : Mehdi Néji
- Meriem Ben Mami : Chahinez Maaouia
- Jouda Najah : Jamila Néji
- Yassine Ben Gamra : Elyes Abd El Hak
- Farès Naânaâ : Mourad Néji
- Nidhal Saadi (ar) : Chams Mejri
- Afef Ben Mahmoud : Rym Ben Ahmed
- Rania Gabsi : Yosr Ben Salah
- Samira Magroun : Cyrine Abd El Hak
- Maram Ben Aziza : Selima
- Najla Ben Abdallah : Feriel Ben Abdallah
- Intissar Gharbi : Aïcha Ben Farhat
- Mohamed Amine Hamzaoui : Haroun Bechikh
- Hakim Boumsaoudi : Néjah Ben Salem
- Abdelghani Ben Tara : Lamine Abd El Hak
- Mohamed Sayari : Kaïs Ben Ahmed
- Anis Gharbi : Hédi

### Acteurs secondaires
- Leïla Ben Khalifa : Halima Mejri
- Bilel Beji : Yassine Mejri
- Meriam Ben Hussein : Malek Néji
- Sandy Ali : Nozha, petite amie de Kaïs Ben Ahmed
- Rym Ben Messaoud : infirmière de la prison
- Amira Jaziri : Ramla
- Chahrazed Amous : Nour
- Bédis Ghodhbane Ayari : Youssef Néji
- Nasreddine Shili : Mehrez Ben Nfisa
- Sadok Halouwes : officier Arfaoui

## Épisodes

### Épisode 1
- Tunisie : 29 juin 2014 sur Ettounsiya TV

- Tunisie : 2,332 millions de téléspectateurs[8]

- Mohamed Akkari : Khaled, avocat
- Aziza Boulabiar : mère de Chaker
- Fathi Dhibi : frère de Chaker
- Raouf Ben Amor : Sid'Ahmed

### Épisode 2
- Tunisie : 30 juin 2014 sur Ettounsiya TV

- Mohamed Akkari : Khaled, avocat
- Aziza Boulabiar : mère de Chaker
- Fathi Dhibi : frère de Chaker
- Tarak Boualouch : détenu
- Hichem Rostom : Taoufik Ben Abdallah
- Habib Zarafi: responsable de la prison
- Chedly Arfaoui : Gharbi

### Épisode 3
- Tunisie : 1er juillet 2014 sur Ettounsiya TV

- Mihoub Nourredine : Farouk
- Tarak Boualouch : détenu
- Fethi Mselmani : Mondher Ben Farhat
- Jamila Chihi : Najwa Ben Farhat
- Hichem Rostom : Taoufik Ben Abdallah
- Kaouther Belhaj : Yasmine

### Épisode 4
- Tunisie : 2 juillet 2014 sur Ettounsiya TV

- Martine Gafsi : mère de Malek

### Épisode 5
- Tunisie : 3 juillet 2014 sur Ettounsiya TV

- Fethi Mselmani : Mondher Ben Farhat
- Jamila Chihi : Najwa Ben Farhat
- Ali Bennour : père de Hédi
- Wahida Dridi : mère de Hédi
- Mihoub Nourredine : Farouk

### Épisode 6
- Tunisie : 3 juillet 2014 sur Ettounsiya TV

- Raouf Ben Amor : Sid'Ahmed
- Ali Bennour : père de Hédi
- Wahida Dridi : mère de Hédi
- Chedly Arfaoui : officier de la prison

### Épisode 7
- Tunisie : 4 juillet 2014 sur Ettounsiya TV

- Hichem Rostom : Taoufik Ben Abdallah
- Raouf Ben Amor : Sid'Ahmed
- Ali Bennour : père de Hédi
- Wahida Dridi : mère de Hédi

### Épisode 8
- Tunisie : 5 juillet 2014 sur Ettounsiya TV

- Ali Bennour : père de Hédi
- Wahida Dridi : mère de Hédi
- Tarak Boualouch : détenu
- Taoufik Gharbi : officier de police
- Martine Gafsi : mère de Malek

### Épisode 9
- Tunisie : 6 juillet 2014 sur Ettounsiya TV

### Épisode 10
- Tunisie : 7 juillet 2014 sur Ettounsiya TV

### Épisode 11
- Tunisie : 8 juillet 2014 sur Ettounsiya TV

### Épisode 12
- Tunisie : 10 juillet 2014 sur Ettounsiya TV

### Épisode 13
- Tunisie : 11 juillet 2014 sur Ettounsiya TV

### Épisode 14
- Tunisie : 12 juillet 2014 sur Ettounsiya TV

- Dorsaf Mamlouk : mère de Nour et Ramla
- Néjib Rkik : Mostfa

### Épisode 15
- Tunisie : 13 juillet 2014 sur Ettounsiya TV

- Jamila Chihi : Najwa Ben Farthat
- Fethi Mselmani : Mondher Ben Farhat
- Mihoub Nourreddine : Farouk
- Dorsaf Mamlouk : mère de Ramla et Nour

### Épisode 16
- Tunisie : 14 juillet 2014 sur Ettounsiya TV

- Raouf Ben Amor : Sid'Ahmed
- Fethi Mselmani : Mondher Ben Farhat
- Jamila Chihi : Najwa Ben Farhat

### Épisode 17
- Tunisie : 15 juillet 2014 sur Ettounsiya TV

- Raouf Ben Amor : Sid'Ahmed

### Épisode 18
- Tunisie : 16 juillet 2014 sur Ettounsiya TV

- Chedly Arfaoui : Gharbi

### Épisode 19
- Tunisie : 20 juillet 2014 sur Ettounsiya TV

### Épisode 20
- Tunisie : 21 juillet 2014 sur Ettounsiya TV

### Épisode 21
- Tunisie : 22 juillet 2014 sur Ettounsiya TV

### Épisode 22
- Tunisie : 23 juillet 2014 sur Ettounsiya TV

### Épisode 23
- Tunisie : 24 juillet 2014 sur Ettounsiya TV